# Villa Cimbrone
Villa Cimbrone è un edificio storico sito nel Comune di Ravello. Costruita su un promontorio roccioso a picco sulla costiera amalfitana, parte della struttura è oggi adibita ad albergo. L'area è in gran parte occupata da un parco ornato di statue, antichità, fontane e grotte, oltre a possedere un belvedere (la Terrazza dell'Infinito) affacciante sul Golfo di Salerno e sulle località costiere limitrofe, considerato uno dei più suggestivi al mondo.

## Storia

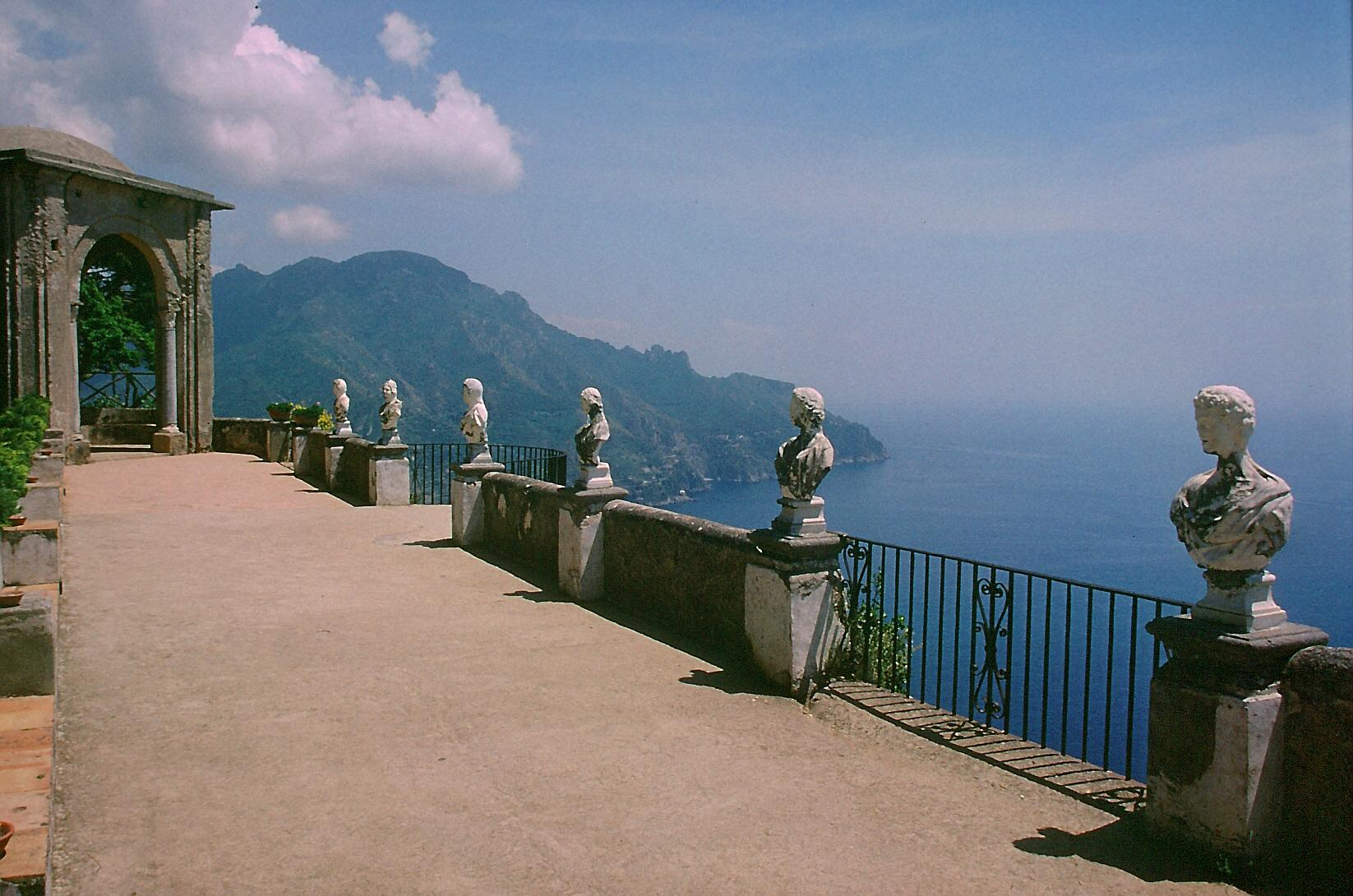
Il Belvedere con la "Terrazza dell'Infinito"

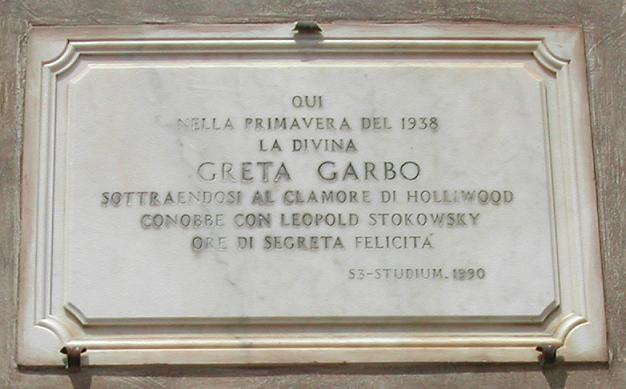
Targa che ricorda il clandestino soggiorno, nel 1938, di Greta Garbo e Leopold Stokowski

Il toponimo "Cimbrone" ricorda l'antica denominazione del promontorio roccioso Cimbrogno, su cui era sito un castello della città di Ravello (l'attuale convento di S.Chiara) ed un punto di avvistamento, attuale belvedere. Il resto era un ampio casale, proprietà prima degli Acconciajoco patrizi di Ravello, e successivamente dei Fusco e degli Amici. Solo nel 1904 l'intera proprietà fu acquistata da un nobile banchiere britannico, Ernest William Beckett, che trasformò radicalmente sia la villa, da lungo tempo in stato di abbandono, sia il vasto appezzamento terriero e i giardini nello straordinario parco con elementi architettonici neoclassici e gotici e mediando tra il selvaggio stile botanico all'inglese e il preciso all'italiana. Negli anni '90 la villa è stata restaurata secondo un progetto di Giuseppe Del Pizzo, Alberto White e Giovanna White.
All'interno della villa sorge attualmente un albergo a 5 stelle, mentre il giardino è aperto al pubblico durante tutto l'anno ed è visitabile a pagamento. L'hotel e il suo parco si trovano in una zona pedonale accessibile attraverso una stradina panoramica, alternata da scale. All'interno dell'hotel c'è anche una pista per il decollo e l'atterraggio di elicotteri.